# 奧氏白吻蛇鰻
奧氏白吻蛇鰻，為輻鰭魚綱鰻鱺目糯鰻亞目蛇鰻科的其中一種，分布於東大西洋區，從塞內加爾至安哥拉海域，棲息深度69-91公尺，體長可達32.5公分，棲息在沙泥底質淺水域，屬肉食性，生活習性不明。